# Denominazione comune internazionale
In farmacologia, la Denominazione Comune Internazionale (DCI), o International Nonproprietary Name (Nome non-proprietario internazionale, INN), è il nome unico attribuito a ogni principio attivo dalla Organizzazione Mondiale della Sanità.
L'OMS esercita la funzione di nomenclatura dei principi attivi dei farmaci dal 1953, allo scopo di rendere univoci e inequivocabili i loro nomi in tutto il mondo.
La DCI è indicata su tutte le confezioni dei farmaci; generalmente è scritta in caratteri piccoli sotto al nome commerciale. Quest'ultimo è il nome di fantasia, spesso non legato a quello del principio attivo, con cui le ditte farmaceutiche lanciano i loro prodotti sul mercato.
I medici possono prescrivere i farmaci sia utilizzando la DCI sia il nome commerciale.
L'OMS pubblica le DCI in inglese, latino, francese, russo, spagnolo, arabo e cinese, e queste varianti sono spesso affini nella maggior parte o in tutte le lingue, con piccole differenze di ortografia o pronuncia.
Una DCI stabilita è nota come rINN (INN raccomandato), mentre un nome che è ancora soggetto a valutazione è definito pINN (INN proposto).

## Radici e desinenze
Ai farmaci della stessa classe chimico-terapeutica vengono solitamente assegnati nomi con la stessa radice o desinenza. I temi sono per lo più posizionati alla fine della parola, ma in alcuni casi vengono utilizzati come iniziali della parola. Sono raccolti in una pubblicazione informalmente nota come Stem Book (“Libro dei temi”).
- -anib per gli inibitori dell'angiogenesi (ad es. pazopanib)
- -anserin per gli antagonisti dei recettori della serotonina, in particolare gli antagonisti 5-HT2 (ad es. ritanserina e mianserina)
- -ant per vari antagonisti recettoriali (es. aticaprant e rimonabant)
- -arit per agenti antiartritici (es. lobenzarit)
- -ase per enzimi (es. alteplase)
- -azepam o -azolam per le benzodiazepine (ad esempio diazepam e alprazolam)
- -caina per anestetici locali (es. procaina o cocaina)
- -cain- per antiaritmici di classe I (ad es. procainamide)
- -coxib per inibitori della COX-2 (ad es. celecoxib)
- -mab per anticorpi monoclonali (es. infliximab)
- -ololo per beta-bloccanti (es. atenololo)
- -pril per gli ACE-inibitori (es. captopril)
- -sartan per gli antagonisti del recettore dell'angiotensina II (ad es. losartan)
- -tinib per gli inibitori della tirosin-chinasi (ad es. imatinib)
- -vastatina per gli inibitori della HMG-CoA reduttasi (ad es. simvastatina)
- -vir per gli antivirali (es. aciclovir o ritonavir)
  - -navir per gli inibitori della proteasi (ad es. darunavir)
- cef- per le cefalosporine (ad es. cefalexina)
- io- per i radiofarmaci contenenti iodio
- -vec per i vettori di terapie geniche (es. alipogene tiparvovec)
- -meran per farmaci a mRNA (es. tozinameran)